# Universidad Estatal Península de Santa Elena
Universidad Estatal Península de Santa Elena, conocida por su acrónimo UPSE, es una universidad pública localizada en el cantón La Libertad, provincia de Santa Elena, República del Ecuador. Es el primer centro de enseñanza autónomo que cuenta con la mayor población estudiantil de la zona.
En la actualidad la UPSE se encuentra acreditada dentro del Sistema de Educación Superior, ubicándose en la categoría C, de acuerdo a la evaluación realizada por el Consejo de Evaluación, Acreditación y Aseguramiento de la Calidad de la Educación Superior (CEAACES)

## Historia

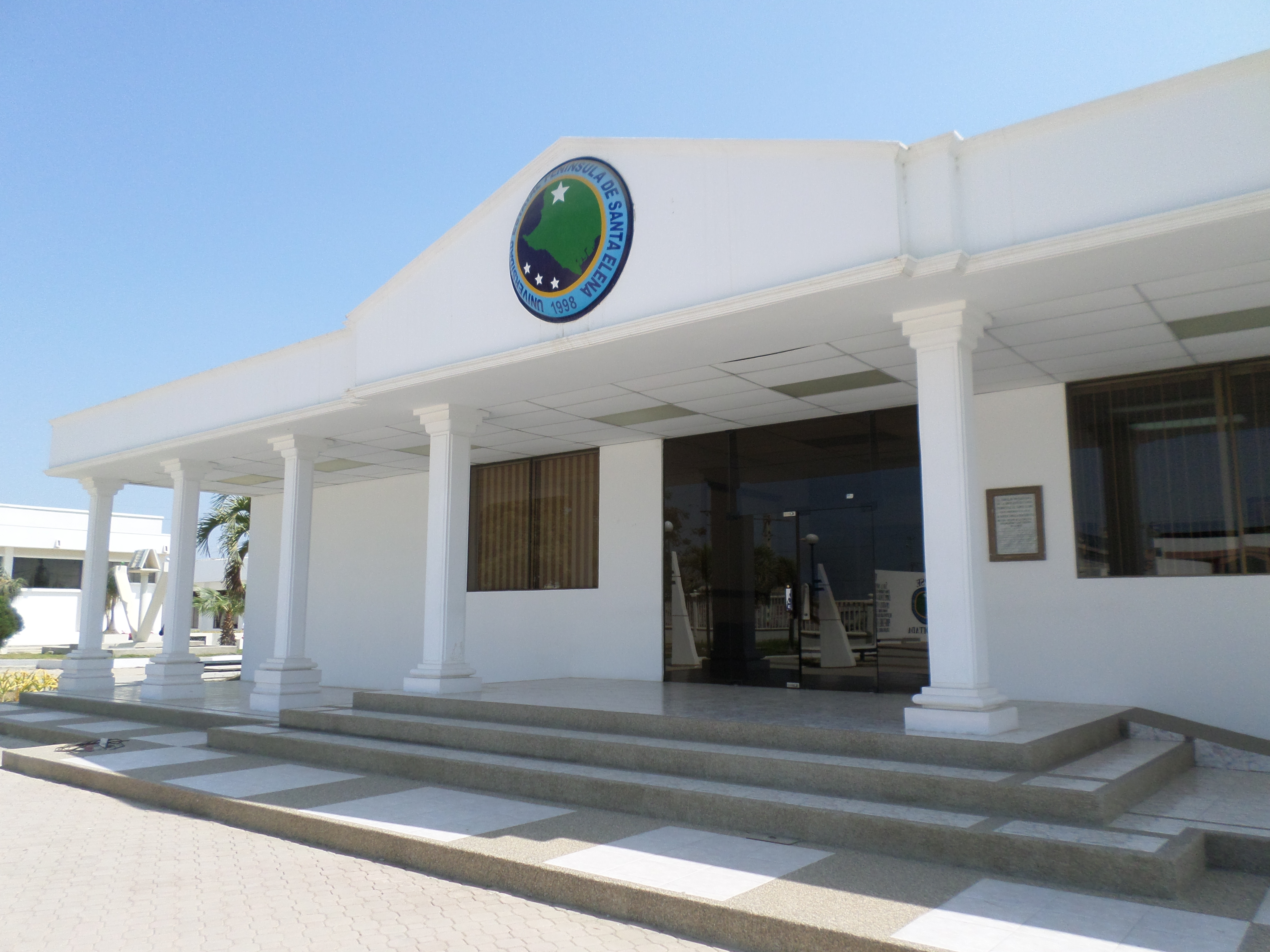
Edificio de Rectorado.

En diferentes épocas y a través de varias instituciones, ciudadanos peninsulares identificados con el quehacer socio-educativo de la comunidad, realizaron en su momento, una serie de acciones y actividades para conseguir el funcionamiento de un centro de educación superior en Santa Elena.
Desde 1984 a 1994 las Municipalidades de Salinas y Santa Elena y diversas instituciones cívicas realizaron gestiones en procura de institucionalizar la Educación Superior en la Península de Santa Elena, consiguiéndose el funcionamiento de la Extensión Universitaria de la Universidad de Guayaquil en las áreas de Ingeniería Industrial con el Programa de Tecnología Industrial; Filosofía y Letras, Ingeniería Comercial e Idiomas.
En agosto de 1997, por  iniciativa de la Junta Cívica de Salinas, convoca a una Asamblea Peninsular Interinstitucional con la participación de la Junta Cívica de La Libertad, Santa Elena y más instituciones peninsulares, resolviéndose, insistir en el trámite de creación de la Universidad Estatal del Pacífico y volver a presentar el Proyecto de Ley que fuera vetado un año antes. El 6 de noviembre de 1997 se presenta nuevamente el Proyecto, siendo aprobado por el Congreso Nacional el 1 y 2 de julio de 1998, con algunas reformas tales como la disminución de Facultades académicas, participación de la Universidad de Guayaquil en la organización inicial de la Universidad creada y lo más sobresaliente el cambio de nombre que constaba en el proyecto original como Universidad del Pacífico en la Península de Santa Elena, por el de UNIVERSIDAD ESTATAL PENÍNSULA DE SANTA ELENA.
Finalmente el 17 de julio de 1998, el Dr. Fabián Alarcón Presidente Interino de la República del Ecuador firma el ejecútese a la Ley N.º 110, y que se promulga en el Suplemento del Registro Oficial # 366 del 22 de julio de 1998.

## MISIÓN
Formar profesionales competentes, comprometidos con la sociedad y el ambiente, sobre la base de una alta calidad académica, la investigación, la adopción y generación de conocimientos científicos y tecnológicos, respetando y promoviendo nuestra identidad cultural para posibilitar un desarrollo humano integral, participativo, democrático, solidario y de respeto a los derechos humanos, como esencia de los valores de ética pública y combate a las condiciones de pobreza, mediante sus aportes a la producción, tecnología, economía y al desarrollo sociocultural.

## VISIÓN
Ser la Universidad referente en la zona marino-costera ecuatoriana, por sus competencias académicas de investigación científica y tecnológica y con espíritu innovador y crítico, así como por la responsabilidad social de sus autoridades, estudiantes, profesores/as, investigadores/as, servidores/as y trabajadores/as, en el marco de lo plurinacional y de la interculturalidad, con respeto a la diversidad, con ejercicio de la moral, la solidaridad y la tolerancia, y mediante la convivencia armónica con la naturaleza.

## Facultades

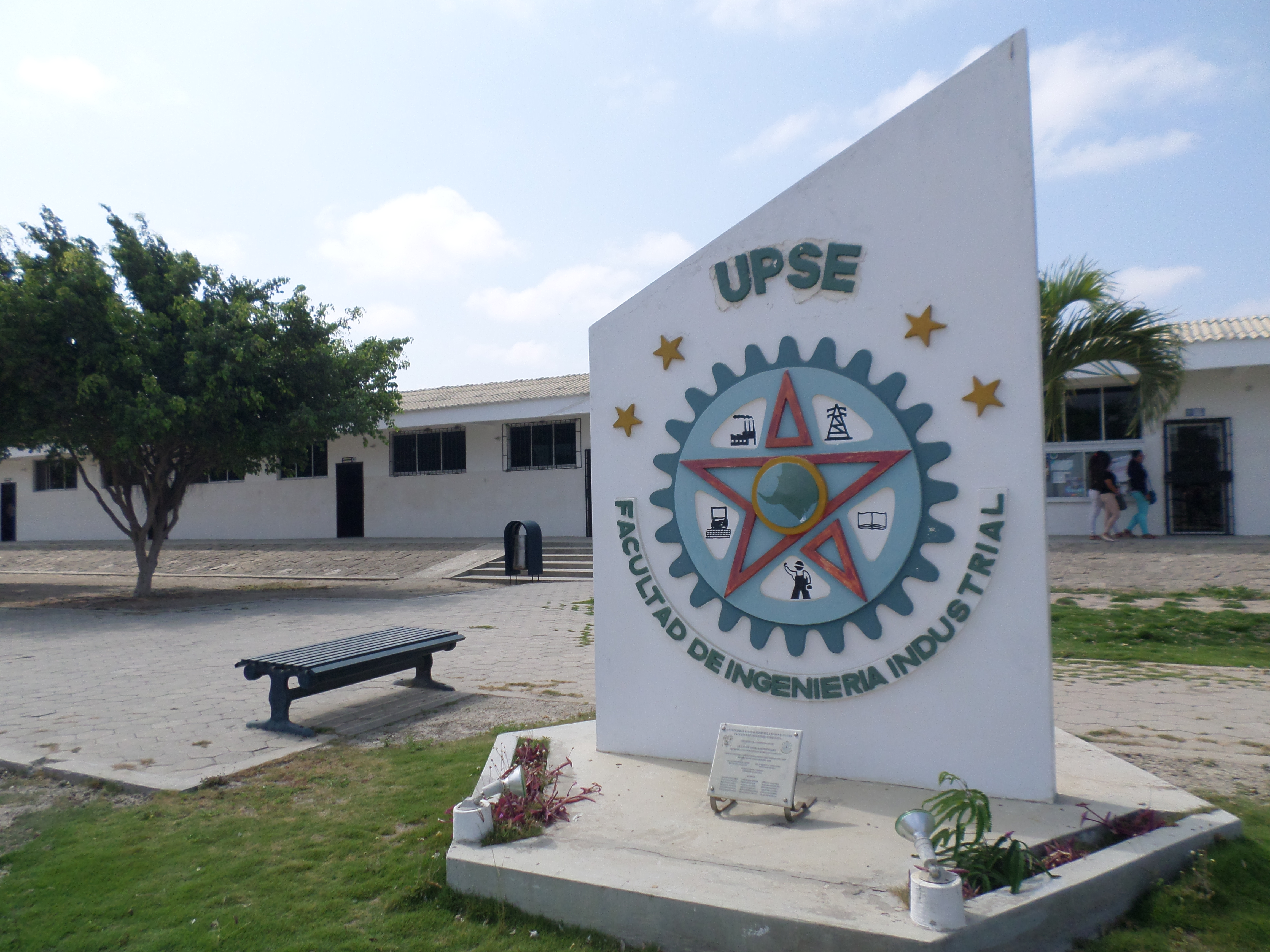
Facultad de Ingeniería Industrial.

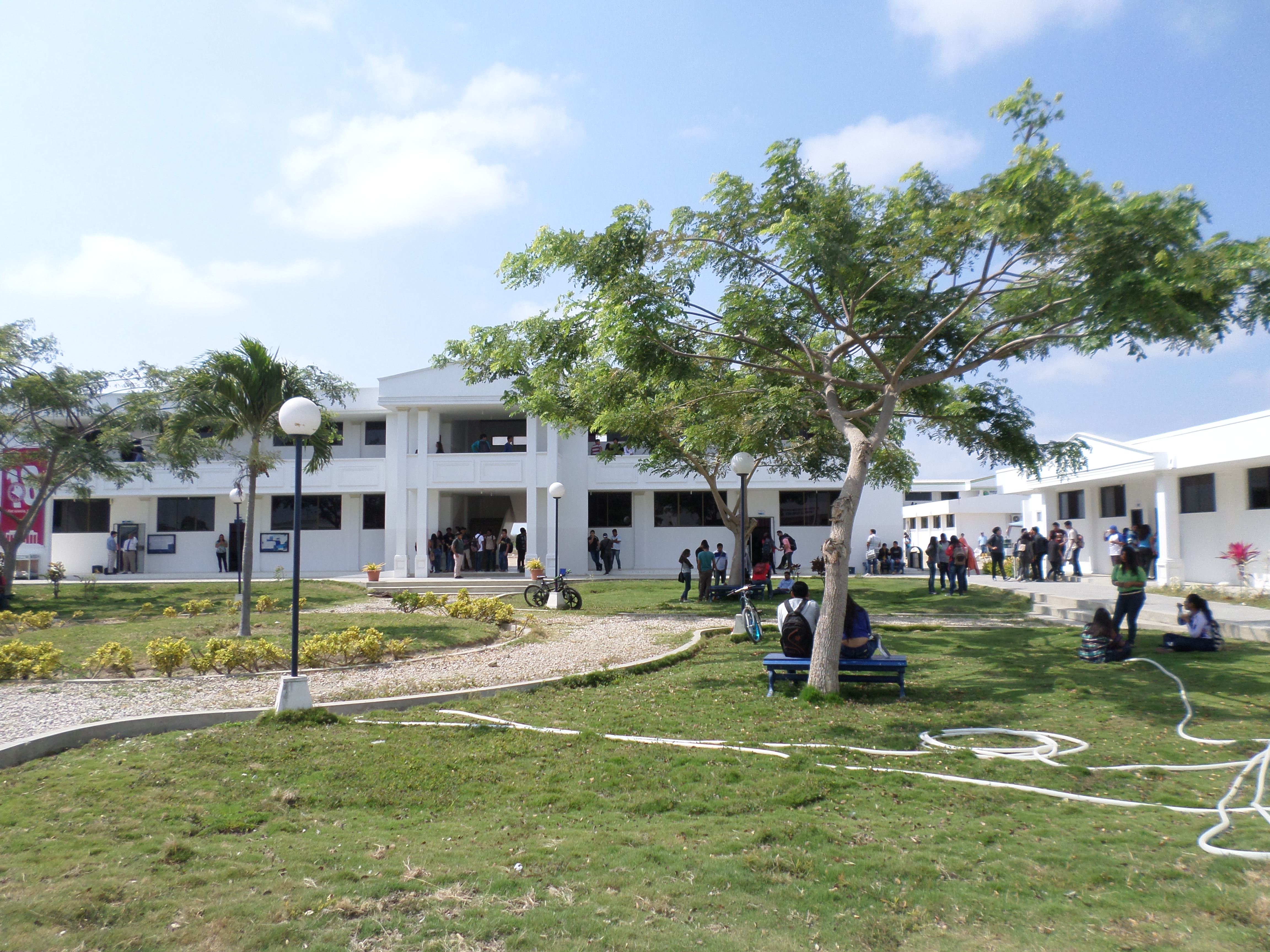
Facultad de ciencias del mar.

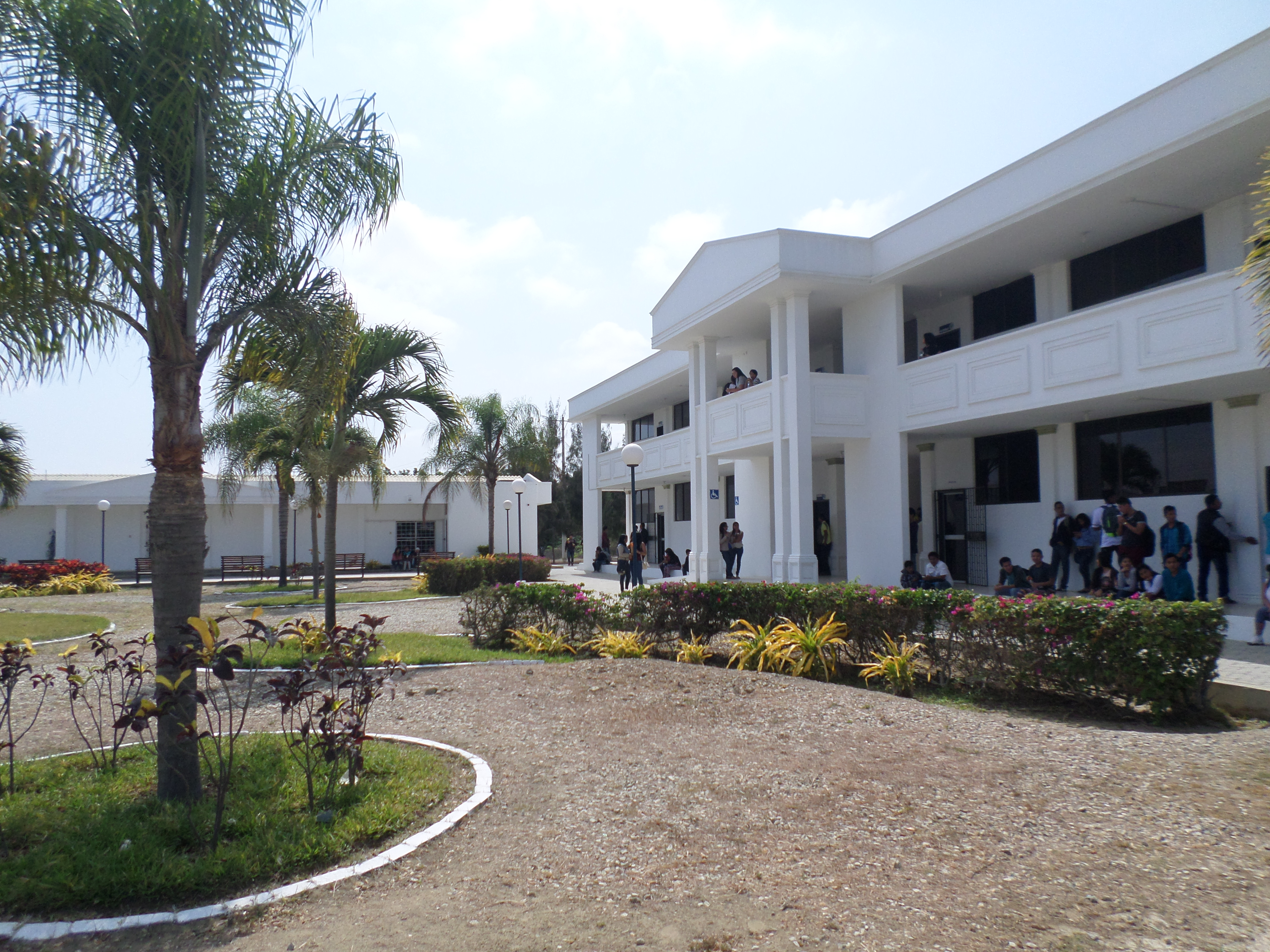
Facultad de ciencias agrarias.

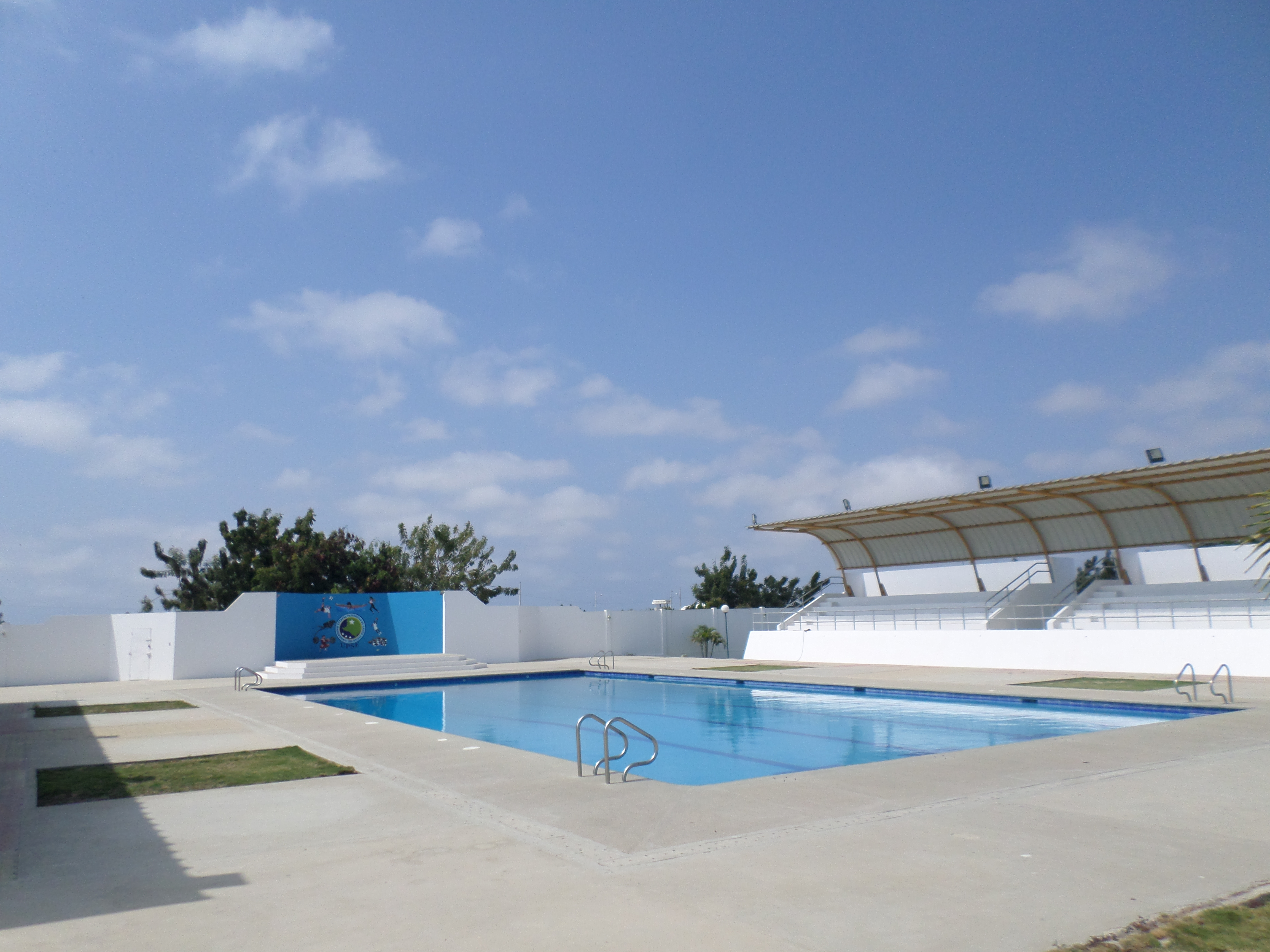
Piscina de la upse.

Facultad de Ciencias Administrativas
- Ingeniería en Administraciòn de Empresas
- Licenciatura en Contabilidad y Auditoría, CPA
- Ingeniería en Gestión y Desarrollo Turístico

Facultad de Ciencias agrarias
- Ingeniería Agropecuaria
- Medicina Veterinaria

Facultad de Ciencias de la Educación e Idiomas
- Licenciatura en Educación Parvularia
- Licenciatura en Educación Física, Deportes y Recreación

Facultad de Ciencias de la Ingeniería
- Ingeniería Civil
- Ingeniería en Petróleo

Facultad de Ciencias del Mar
- Biología
- Ecología y Conservación Ambiental

Facultad de Ciencias Sociales y de la Salud
- Enfermería
- Derecho
- Gestión Social y Desarrollo
- Comunicación Social

Facultad de Sistemas y Telecomunicaciones
- Ingeniería en Sistemas
- Ingeniería en Electrónica y Telecomunicaciones

Facultad de Ingeniería Industrial
- Ingeniería industrial

## Instituto de Postgrado
Forma profesionales de alto nivel en las diferentes  disciplinas científicas, técnicas, artísticas, humanistas y ciencias jurídicas y sociales, capaces de analizar, producir y difundir nuevos conocimientos, en función de las líneas de investigación de la UPSE, orientados a la solución de problemas y a la  transformación de la matriz productiva de la región y el país.
Maestrías:
- Maestría en Administración de Empresas Mención Gestión de las PYMES
- Maestría en Gestión del Talento Humano
- Maestría en Turismo Mención Gestión Sostenible en Destinos Turísticos

## Instituto de Investigación Científica y Desarrollo tecnológico (INCYT)

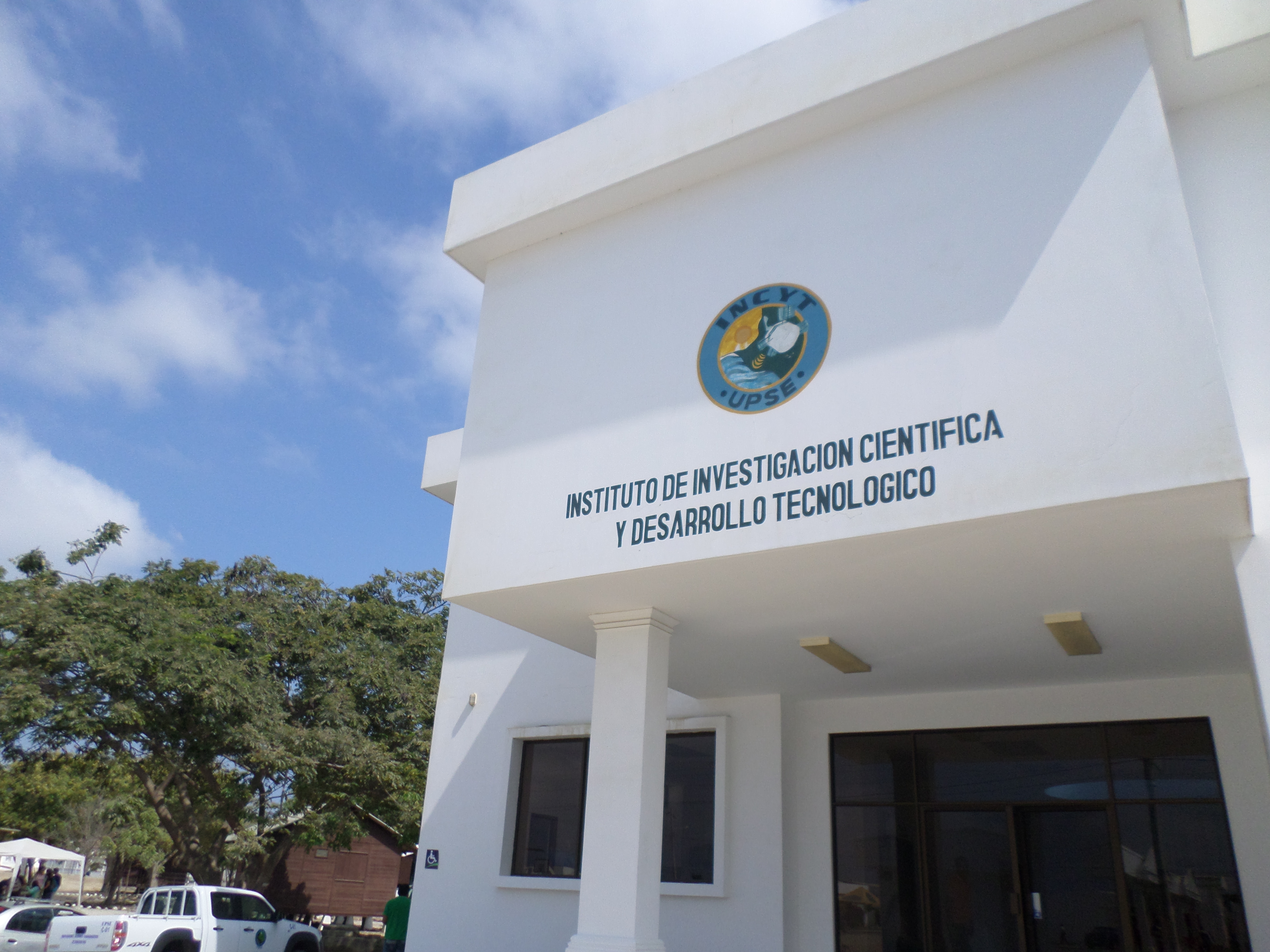
Instituto de investigación científica y desarrollo tecnológico.

El Instituto de Investigación Científica y Desarrollo tecnológico de la UPSE constituido mediante Resolución  N° 005 del H. Consejo Superior Universitario en sesión del 7 de junio del 2006, es una entidad con una visión amplia y definida, que impulsa el desarrollo científico y tecnológico de la  provincia y que cuenta con el respaldo de un grupo experimentado de investigadores, académicos y profesionales en distintas áreas del conocimiento apoyado por talento humano conformado por jóvenes investigadores. Este Instituto tiene como aplicciones la gestión y publicación de revistas, gestión de capacitaciones virtuales y correo institucional.
Centros de investigación
- Centro de estudios integrales del Ambiente CEIDA
- Centro de investigaciones Agropecuarias CIAP
- Centro de investigación Biológica CIBPA

Centro de investigación en Geociencias CIGEO
El Centro de investigación en Geociencias de la Facultad Ciencias de la Ingeniería con sus siglas CIGEO, es el órgano básico encargado de organizar y desarrollar la investigación de las ingenierías en las áreas de Petróleos, Civil y Geociencias, además de impartir y coordinar las enseñanzas de las áreas de conocimiento de su competencia.
La función de investigación que realiza el CIGEO de la Facultad de Ciencias de la Ingeniería tiene como propósito cumplir con los objetivos siguientes:
Definir políticas y prioridades de investigación para las Escuelas de Ingenierías Civil y de Petróleos de la Facultad de Ciencias de la Ingeniería de la UPSE, considerando los requerimientos de desarrollo del país y el nivel científico tecnológico contemporáneo.
Elaborar y ejecutar planes, programas y proyectos de investigación de acuerdo a las necesidades de los sectores productivos en áreas de Geociencias, Ingeniería de perforación, Ingeniería de Reservorio, Sismología y Geodesia, Petróleos y Gas, Geología y Geofísica, Ingeniería de la construcción y Geotecnia, Ingeniería Sanitaria e Hidráulica, Sensores Remotos y Sistema de Información Geográfica.
Departamentos:
Los departamentos del CIGEO creados, de acuerdo a las líneas de investigación de la Facultad de Ingeniería, son:
- Departamento de Geociencias
- Departamento de Petróleos en Producción y Yacimiento
- Departamento de Sanitaria e Hidráulica
- Departamento de Geotecnia y Edificaciones

Servicios:
- Estudio de Peligro Sísmico
- Estudio Geológicos
- Estudios Viales
- Estudios Geofísicos
- Sistemas de información geográfica

## Revista Científica y Tecnológica UPSE
Esta revista publica artículos de gran interés para la comunidad científica y académica en las diferentes áreas del conocimiento, se publica cada 6 meses con acceso libre a su contenido. Los artículos son de una gran calidad científica, lo que se consigue mediante la recepción de  documentos científicos académicos originales, donde se aplica con rigurosidad el método científico, presentando los resultados y conclusiones obtenidos de la labor de investigación de diferentes áreas del conocimiento.

## Museo Paleontológico Megaterio
Inició sus actividades el 2 de febrero de 2008, y brinda sus servicios a la comunidad de la provincia de Santa Elena y al país en general, además recibe las visitas de importantes delegaciones internacionales, cuenta con trípticos informativos del Museo
Paleontológico Megaterio en las versiones inglés y español.